# Saint-Médard-d'Excideuil
Pour les articles homonymes, voir Saint-Médard.
Saint-Médard-d'Excideuil est une commune française située dans le département de la Dordogne, en région Nouvelle-Aquitaine.
La commune est localement célèbre pour son usine Repetto, le célèbre confectionneur de chaussons de danse de la rue de la Paix à Paris.

## Géographie

### Généralités
Dans le nord-est du département de la Dordogne et du Périgord central, la commune de Saint-Médard-d'Excideuil est arrosée par la Loue et bordée au nord par son affluent, la Haute Loue.
Le bourg de Saint-Médard-d'Excideuil, implanté entre la route départementale (RD) 705 et la Loue, se situe, en distances orthodromiques, deux kilomètres à l'est d'Excideuil et sept kilomètres au sud-ouest de Lanouaille.
La commune est également desservie au sud par la RD 76 et à l'est par la RD 704.

### Communes limitrophes
Saint-Médard-d'Excideuil est limitrophe de huit autres communes, dont Cherveix-Cubas au sud, par un quadripoint. Son territoire est limitrophe de celui d'Anlhiac en deux endroits disjoints séparés par la commune de Preyssac-d'Excideuil : par un quadripoint à l'est, et sur environ trois kilomètres au sud-est. À l'ouest, le territoire de Saint-Martial-d'Albarède est distant d'environ 560 mètres.
| Clermont-d'Excideuil | Dussac                        | Lanouaille                    |
|                      | Saint-Médard-d'Excideuil      | Anlhiac, Preyssac-d'Excideuil |
| Excideuil            | Saint-Raphaël, Cherveix-Cubas | Anlhiac                       |

### Géologie et relief

#### Géologie
Situé sur la plaque nord du Bassin aquitain et bordé à son extrémité nord-est par une frange du Massif central, le département de la Dordogne présente une grande diversité géologique. Les terrains sont disposés en profondeur en strates régulières, témoins d'une sédimentation sur cette ancienne plate-forme marine. Le département peut ainsi être découpé sur le plan géologique en quatre gradins différenciés selon leur âge géologique. Saint-Médard-d'Excideuil est située dans le deuxième gradin à partir du nord-est, un plateau formé de roches calcaires très dures du Jurassique que la mer a déposées par sédimentation chimique carbonatée, en bancs épais et massifs.
Les couches affleurantes sur le territoire communal sont constituées de formations superficielles du Quaternaire et de roches sédimentaires datant pour certaines du Cénozoïque, et pour d'autres du Mésozoïque et du Paléozoïque, ainsi que de roches métamorphiques. La formation la plus ancienne, notée δψ, fait partie de l'Unité supérieure des gneiss (USG) et est composée d'éclogites et amphibolites dérivées, en petits corps ou bancs minces (Cambrien à Silurien). La formation la plus récente, notée CFp, fait partie des formations superficielles de type colluvions indifférenciées de versant, de vallon et plateaux issues d'alluvions, molasses, altérites. Le descriptif de ces couches est détaillé dans  les feuilles « no 735 - Thiviers » et « no 736 - Saint-Yrieix-la-Perche » de la carte géologique au 1/50 000 de la France métropolitaine, et leurs notices associées,.

Carte géologique de Saint-Médard-d'Excideuil.

#### Relief et paysages
Le département de la Dordogne se présente comme un vaste plateau incliné du nord-est (491 m, à la forêt de Vieillecour dans le Nontronnais, à Saint-Pierre-de-Frugie) au sud-ouest (2 m à Lamothe-Montravel). L'altitude du territoire communal varie quant à elle entre 145 mètres à l'ouest, près du lieu-dit la Tuilière, au niveau du pont de la route départementale 705, là où la Loue quitte la commune et entre sur celle d'Excideuil, et 332 mètres à l'est, au lieu-dit Rezonzac, en bordure des communes d'Anlhiac, Preyssac-d'Excideuil et Lanouaille.
Dans le cadre de la Convention européenne du paysage entrée en vigueur en France le 1er juillet 2006, renforcée par la loi du 8 août 2016 pour la reconquête de la biodiversité, de la nature et des paysages, un atlas des paysages de la Dordogne a été élaboré sous maîtrise d’ouvrage de l’État et publié en octobre 2020. Les paysages du département s'organisent en huit unités paysagères,. La commune est dans l'unité paysagère du « Périgord limousin » qui correspond à la région naturelle du Nontronnais. Ce territoire forme un plateau collinaire aux pentes douces et sommets arasés, d’altitude moyenne autour des 300 m dont le point culminant est également celui de la Dordogne. Ce plateau cristallin est vallonné et dominé par les prairies aux horizons boisés. Il est entaillé de vallées profondes aux versants forestiers,.
La superficie cadastrale de la commune publiée par l'Insee, qui sert de référence dans toutes les statistiques, est de 18,35 km2,,. La superficie géographique, issue de la BD Topo, composante du Référentiel à grande échelle produit par l'IGN, est quant à elle de 18,95 km2.

### Hydrographie

#### Réseau hydrographique
La commune est située dans le bassin de la Dordogne au sein du Bassin Adour-Garonne. Elle est drainée par la Loue, la Haute-Loue, le Pontillou, et par divers petits cours d'eau, qui constituent un réseau hydrographique de 22 km de longueur totale,.
La Loue, d'une longueur totale de 50,87 km, prend sa source dans la Haute-Vienne dans la commune de Saint-Yrieix-la-Perche et se jette dans l'Isle en rive gauche à Coulaures,. Elle traverse la commune du nord-ouest au sud-ouest sur près de sept kilomètres, lui servant de limite naturelle sur 350 mètres, face à Lanouaille.
La Haute Loue (ou Coulon dans sa partie amont), d'une longueur totale de 18,6 km, prend sa source dans la commune de Payzac et se jette dans la Loue en rive gauche, en limite de Lanouaille et Saint-Médard-d'Excideuil,. Elle borde le territoire communal au nord-est sur deux kilomètres et demi, face à Lanouaille.
Affluent de rive droite de la Loue, le ruisseau du Pontillou arrose l'ouest de la commune sur 1,2 km dont 850 mètres en limite d'Excideuil.

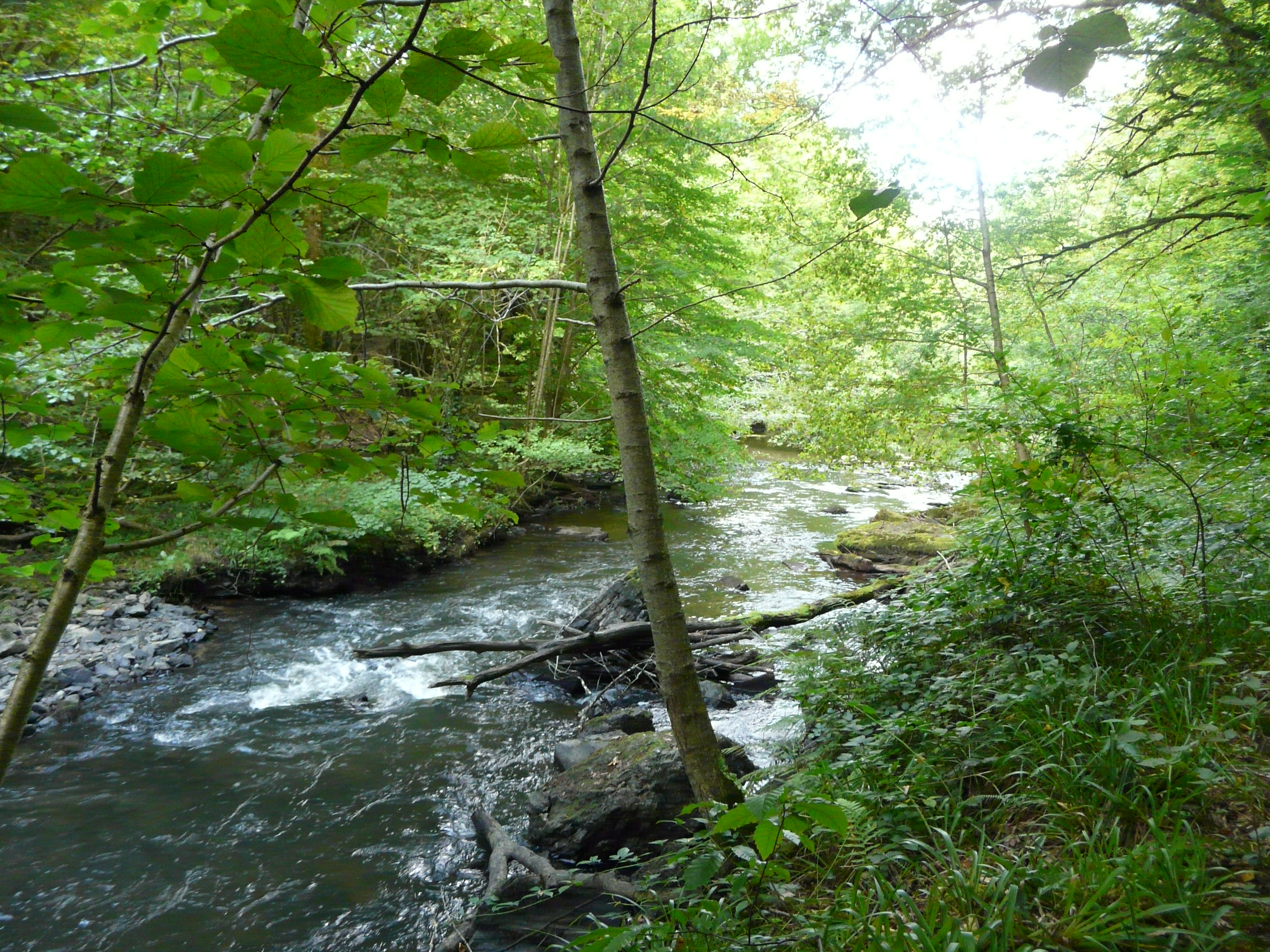
La Loue en amont du moulin de Bouc.
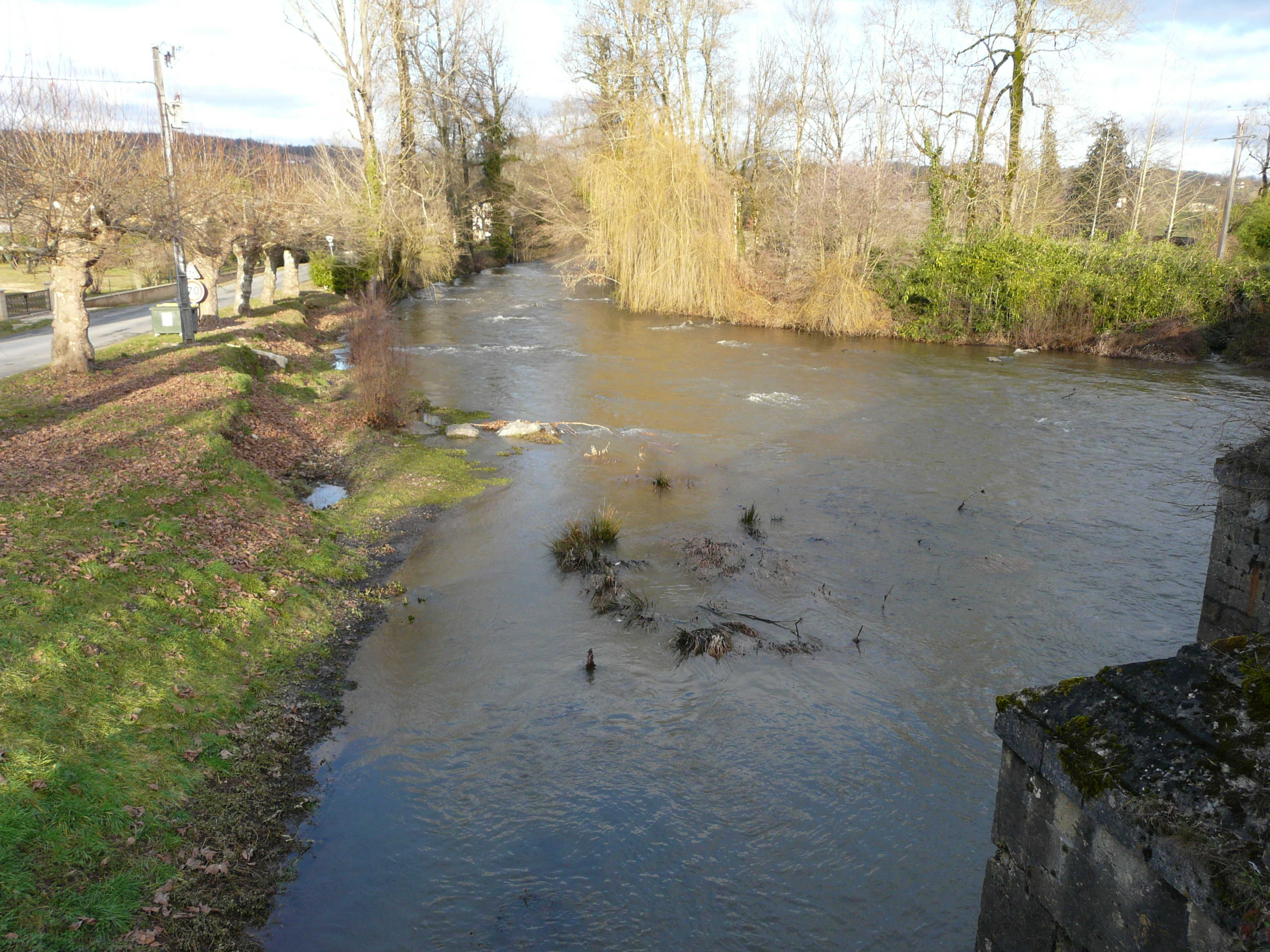
La Loue en amont du pont de la RD 705.
Réseaux hydrographique et routier de Saint-Médard-d'Excideuil.

#### Gestion et qualité des eaux
Le territoire communal est couvert par le schéma d'aménagement et de gestion des eaux (SAGE) « Isle - Dronne ». Ce document de planification, dont le territoire regroupe les bassins versants de l'Isle et de la Dronne, d'une superficie de 7 500 km2, a été approuvé le 2 août 2021. La structure porteuse de l'élaboration et de la mise en œuvre est l'établissement public territorial de bassin de la Dordogne (EPIDOR). Il définit sur son territoire les objectifs généraux d’utilisation, de mise en valeur et de protection quantitative et qualitative des ressources en eau superficielle et souterraine, en respect des objectifs de qualité définis dans le troisième SDAGE  du Bassin Adour-Garonne qui couvre la période 2022-2027, approuvé le 10 mars 2022.
La qualité des eaux de baignade et des cours d’eau peut être consultée sur un site dédié géré par les agences de l’eau et l’Agence française pour la biodiversité.

### Climat
Pour des articles plus généraux, voir Climat de la Nouvelle-Aquitaine et Climat de la Dordogne.
Historiquement, la commune est exposée à un climat océanique aquitain.  
En 2020, Météo-France publie une typologie des climats de la France métropolitaine dans laquelle la commune est exposée à un climat océanique altéré et est dans la région climatique  Ouest et nord-ouest du Massif Central, caractérisée par une pluviométrie annuelle de 900 à 1 500 mm, maximale en automne et en hiver.
Pour la période 1971-2000, la température annuelle moyenne est de 12,1 °C, avec  une amplitude thermique annuelle de 15 °C. Le cumul annuel moyen de précipitations est de 966 mm, avec 12,7 jours de précipitations en janvier et 7,4 jours en juillet. Pour la période 1991-2020, la température moyenne annuelle observée sur la station météorologique la plus proche, située sur la commune de Thenon à 23 km à vol d'oiseau, est de 12,9 °C et le cumul annuel moyen de précipitations est de 907,1 mm,. Pour l'avenir, les paramètres climatiques de la commune estimés pour 2050 selon différents scénarios d’émission de gaz à effet de serre sont consultables sur un site dédié publié par Météo-France en novembre 2022.

## Urbanisme

### Typologie
Au 1er janvier 2024, Saint-Médard-d'Excideuil est catégorisée commune rurale à habitat très dispersé, selon la nouvelle grille communale de densité à 7 niveaux définie par l'Insee en 2022.
Elle appartient à l'unité urbaine d'Excideuil, une agglomération intra-départementale dont elle est une commune de la banlieue,. La commune est en outre hors attraction des villes,.

### Occupation des sols
L'occupation des sols de la commune, telle qu'elle ressort de la base de données européenne d’occupation biophysique des sols Corine Land Cover (CLC), est marquée par l'importance des territoires agricoles (64,6 % en 2018), en diminution par rapport à 1990 (68,4 %). La répartition détaillée en 2018 est la suivante : 
zones agricoles hétérogènes (41,2 %), forêts (31,1 %), prairies (13 %), terres arables (5,5 %), cultures permanentes (4,9 %), espaces verts artificialisés, non agricoles (3,9 %), zones urbanisées (0,4 %). L'évolution de l’occupation des sols de la commune et de ses infrastructures peut être observée sur les différentes représentations cartographiques du territoire : la carte de Cassini (XVIIIe siècle), la carte d'état-major (1820-1866) et les cartes ou photos aériennes de l'IGN pour la période actuelle (1950 à aujourd'hui).

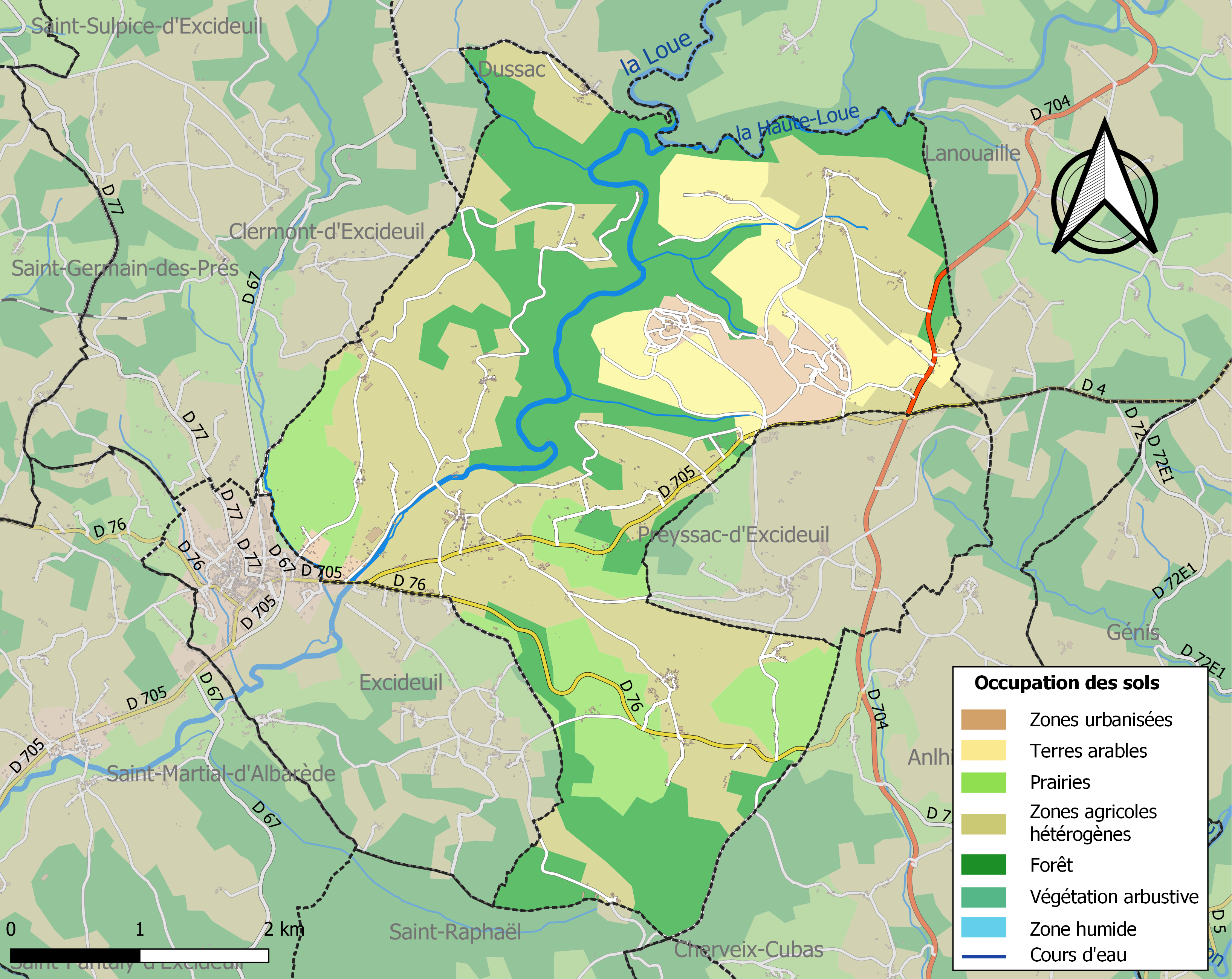
Carte des infrastructures et de l'occupation des sols de la commune en 2018 (CLC).

### Villages, hameaux et lieux-dits
Outre le bourg de Saint-Médard-d'Excideuil proprement dit, la commune se compose d'autres villages ou hameaux, ainsi que de lieux-dits :
- Beau
- Bois du Caillou
- Bois de la Garenne
- le Bosquet
- le Bourdeix
- las Brandas
- les Bruyères
- la Cerise
- le Chadeau
- le Charreau
- le Clos du Faure
- la Croix Baumade
- la Croix de l'Arbre
- la Croix de Fayolle
- Essendiéras
- la Farge
- Fayolle
- les Fourches
- la Gacherie
- Gandumas
- la Garenne
- les Gissoux
- le Grand Claud
- le Grand Pré
- la Guichardie
- la Jarissade
- la Jaurie
- Lambertie
- le Long
- Maison Neuve
- le Martinet
- le Montanet
- Moulin du Bouc
- le Moulin des Fourches
- Petit Brouillac
- Petit Teillac
- les Petites Terres
- Pierregrelière
- la Pigeonnière
- le Plantier
- Puy de Dôme
- les Rivailles
- les Roches
- le Ruisseau
- Tourenne
- Tout Vent
- la Tuilière
- Vauzelle
- la Vigerie.

### Prévention des risques
Le territoire de la commune de Saint-Médard-d'Excideuil est vulnérable à différents aléas naturels : météorologiques (tempête, orage, neige, grand froid, canicule ou sécheresse), inondations, feux de forêts, mouvements de terrains et séisme (sismicité très faible). Il est également exposé à un risque particulier : le risque de radon. Un site publié par le BRGM permet d'évaluer simplement et rapidement les risques d'un bien localisé soit par son adresse soit par le numéro de sa parcelle.

#### Risques naturels
Certaines parties du territoire communal sont susceptibles d’être affectées par le risque d’inondation par débordement de cours d'eau, notamment la Loue et la Haute Loue. La commune a été reconnue en état de catastrophe naturelle au titre des dommages causés par les inondations et coulées de boue survenues en 1982, 1993, 1999, 2007 et 2008,.
Saint-Médard-d'Excideuil est exposée au risque de feu de forêt. L’arrêté préfectoral du 14 mars 2013 fixe les conditions de pratique des incinérations et de brûlage dans un objectif de réduire le risque de départs d’incendie. À ce titre, des périodes sont déterminées : interdiction totale du 15 février au 15 mai et du 15 juin au 15 octobre, utilisation réglementée du 16 mai au 14 juin et du 16 octobre au 14 février. En septembre 2020, un plan inter-départemental de protection des forêts contre les incendies (PidPFCI) a été adopté pour la période 2019-2029,.

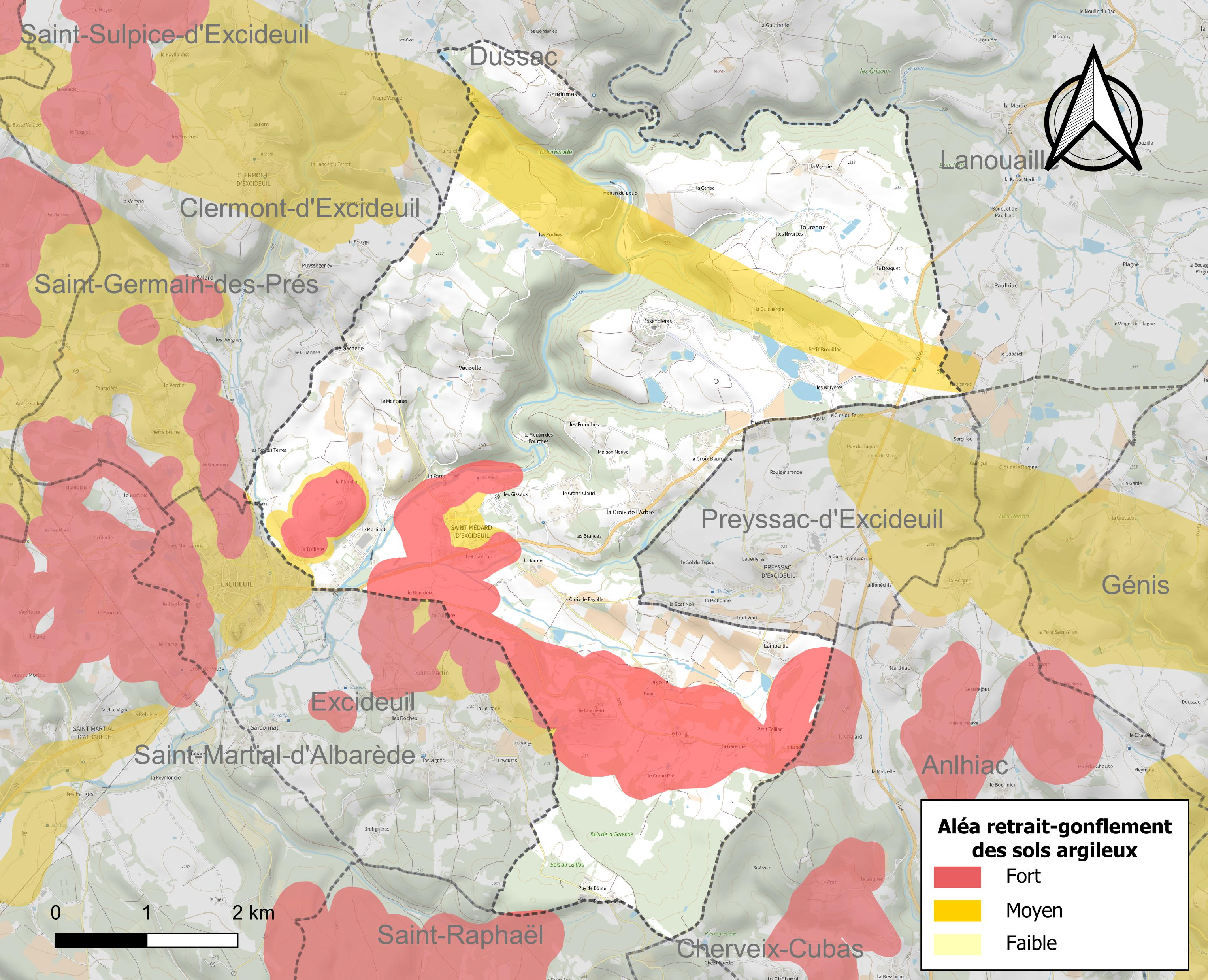
Carte des zones d'aléa retrait-gonflement des sols argileux de Saint-Médard-d'Excideuil.

Les mouvements de terrains susceptibles de se produire sur la commune sont des tassements différentiels. Le retrait-gonflement des sols argileux est susceptible d'engendrer des dommages importants aux bâtiments en cas d’alternance de périodes de sécheresse et de pluie. 27 % de la superficie communale est en aléa moyen ou fort (58,6 % au niveau départemental et 48,5 % au niveau national métropolitain). Depuis le 1er octobre 2020, en application de la loi ÉLAN, différentes contraintes s'imposent aux vendeurs, maîtres d'ouvrages ou constructeurs de biens situés dans une zone classée en aléa moyen ou fort,.
La commune a été reconnue en état de catastrophe naturelle au titre des dommages causés par des mouvements de terrain en 1999.

#### Risque particulier
Dans plusieurs parties du territoire national, le radon, accumulé dans certains logements ou autres locaux, peut constituer une source significative d’exposition de la population aux rayonnements ionisants. Selon la classification de 2018, la commune de Saint-Médard-d'Excideuil est classée en zone 3, à savoir zone à potentiel radon significatif.

## Toponymie
Le nom de la commune fait référence à saint Médard, évêque de Noyon au VIe siècle, et à la proximité d'Excideuil.
En occitan, la commune porte le nom de Sent Medard d'Eissiduelh.

## Histoire
Révélée dans le testament de saint Yrieix, la première mention écrite connue d'une ancienne église du lieu date du VIe siècle, sous la forme Cella in honore S. Medardi (« église en l'honneur de saint Médard »).
En 1120, une bulle du pape Calixte II précise que l'église de Saint-Médard, citée sous la forme Capella S. Medardi infra muros Exidolii (« Chapelle (ou église) Saint Médard à l'intérieur d'Excideuil »), dépend de l'abbaye de Tourtoirac.
Jusqu'au début du XIVe siècle, l'église était celle d'une abbaye et le lieu portait le nom de « Saint-Médard l'Abbaye ». Lors de ce même siècle, Saint Médard devient archiprêtré à la place d'Excideuil, et administre jusqu'à 66 paroisses à la veille de la Révolution française.
Aux XVIIe et XVIIIe siècles, deux des cinq moulins à papier de la vallée de la Loue dans la châtellenie d’Excideuil sont situés à Saint-Médard d’Excideuil.
En 1792, la commune de Gandumas fusionne avec Saint-Médard-d'Excideuil. La commune porta, au cours de la période révolutionnaire de la Convention nationale (1792-1795), le nom de Médard sur la Loue,.
En 1943, deux groupes du groupement 28 des Chantiers de la jeunesse se sont implantés sur la propriété de la famille Pouquet, notamment au moulin du Bouc.

## Politique et administration

### Rattachements administratifs et électoraux
La commune de Saint-Médard-d'Excideuil a, dès 1790, été rattachée au canton d'Excideuil qui dépendait du district d'Excideuil jusqu'en 1795, date de suppression des districts. En 1801, le canton est rattaché à l'arrondissement de Périgueux.
Dans le cadre de la réforme de 2014 définie par le décret du 21 février 2014, ce canton disparaît aux élections départementales de mars 2015. La commune est alors rattachée au canton d'Isle-Loue-Auvézère.
En 2017, Saint-Médard-d'Excideuil est rattachée à l'arrondissement de Nontron,.

### Intercommunalité
Fin 2009, Saint-Médard-d'Excideuil intègre la communauté de communes du Pays de Lanouaille, neuf ans après la création de cette dernière. Celle-ci, agrandie en 2017, prend le nom de communauté de communes Isle-Loue-Auvézère en Périgord.

### Administration municipale
La population de la commune étant comprise entre 500 et 1 499 habitants au recensement de 2017, quinze conseillers municipaux ont été élus en 2020,.

### Liste des maires
| Période                                  | Période     | Identité           | Étiquette     | Qualité     |
| ---------------------------------------- | ----------- | ------------------ | ------------- | ----------- |
| Les données manquantes sont à compléter. |             |                    |               |             |
|                                          |             |                    |               |             |
| 1989 ?                                   | juin 1998 ? | Jean-Robert Cousty | Apparenté PCF |             |
| juin 1998 ?                              | mai 2016    | Jean-Jacques Boyer | SE            | Agriculteur |
| mai 2016 (réélu en mai 2020)             | En cours    | Éric Villemaine    |               |             |

## Équipements et services publics

### Eau
En 2024, la commune dépend du Syndicat intercommunal d'alimentation en eau potable (SIAEP) du Nord Est Périgord.

### Justice
En 2023, dans le domaine judiciaire, Saint-Médard-d'Excideuil relève : 
- du tribunal judiciaire, du tribunal pour enfants, du conseil de prud'hommes et du tribunal de commerce de Périgueux ;
- du pôle Nationalité du tribunal judiciaire de Périgueux (compétent uniquement dans le domaine de la nationalité) ;
- de la cour d'appel, du tribunal administratif et de la  cour administrative d'appel de Bordeaux.

## Population et société

### Démographie
L'évolution du nombre d'habitants est connue à travers les recensements de la population effectués dans la commune depuis 1793. Pour les communes de moins de 10 000 habitants, une enquête de recensement portant sur toute la population est réalisée tous les cinq ans, les populations de référence des années intermédiaires étant quant à elles estimées par interpolation ou extrapolation. Pour la commune, le premier recensement exhaustif entrant dans le cadre du nouveau dispositif a été réalisé en 2007.

En 2022, la commune comptait 545 habitants, en évolution de +1,49 % par rapport à 2016 (Dordogne : +0,37 %, France hors Mayotte : +2,11 %).
| 1793 | 1800 | 1806  | 1821 | 1831 | 1836 | 1841 | 1846 | 1851  |
| ---- | ---- | ----- | ---- | ---- | ---- | ---- | ---- | ----- |
| 950  | 994  | 1 009 | 740  | 674  | 881  | 837  | 764  | 1 091 |

| 1856  | 1861  | 1866 | 1872 | 1876 | 1881  | 1886  | 1891  | 1896 |
| ----- | ----- | ---- | ---- | ---- | ----- | ----- | ----- | ---- |
| 1 056 | 1 210 | 971  | 931  | 902  | 1 013 | 1 009 | 1 008 | 968  |

| 1901 | 1906 | 1911 | 1921 | 1926 | 1931 | 1936 | 1946 | 1954 |
| ---- | ---- | ---- | ---- | ---- | ---- | ---- | ---- | ---- |
| 922  | 930  | 915  | 840  | 805  | 783  | 774  | 756  | 698  |

| 1962 | 1968 | 1975 | 1982 | 1990 | 1999 | 2006 | 2007 | 2012 |
| ---- | ---- | ---- | ---- | ---- | ---- | ---- | ---- | ---- |
| 700  | 667  | 658  | 641  | 665  | 622  | 616  | 615  | 540  |

| 2017 | 2022 | - | - | - | - | - | - | - |
| ---- | ---- | - | - | - | - | - | - | - |
| 546  | 545  | - | - | - | - | - | - | - |

### Manifestations culturelles et festivités
- « Truffes en fête » au mois de janvier au domaine d'Essendiéras (12e édition) en 2024[70].

## Économie

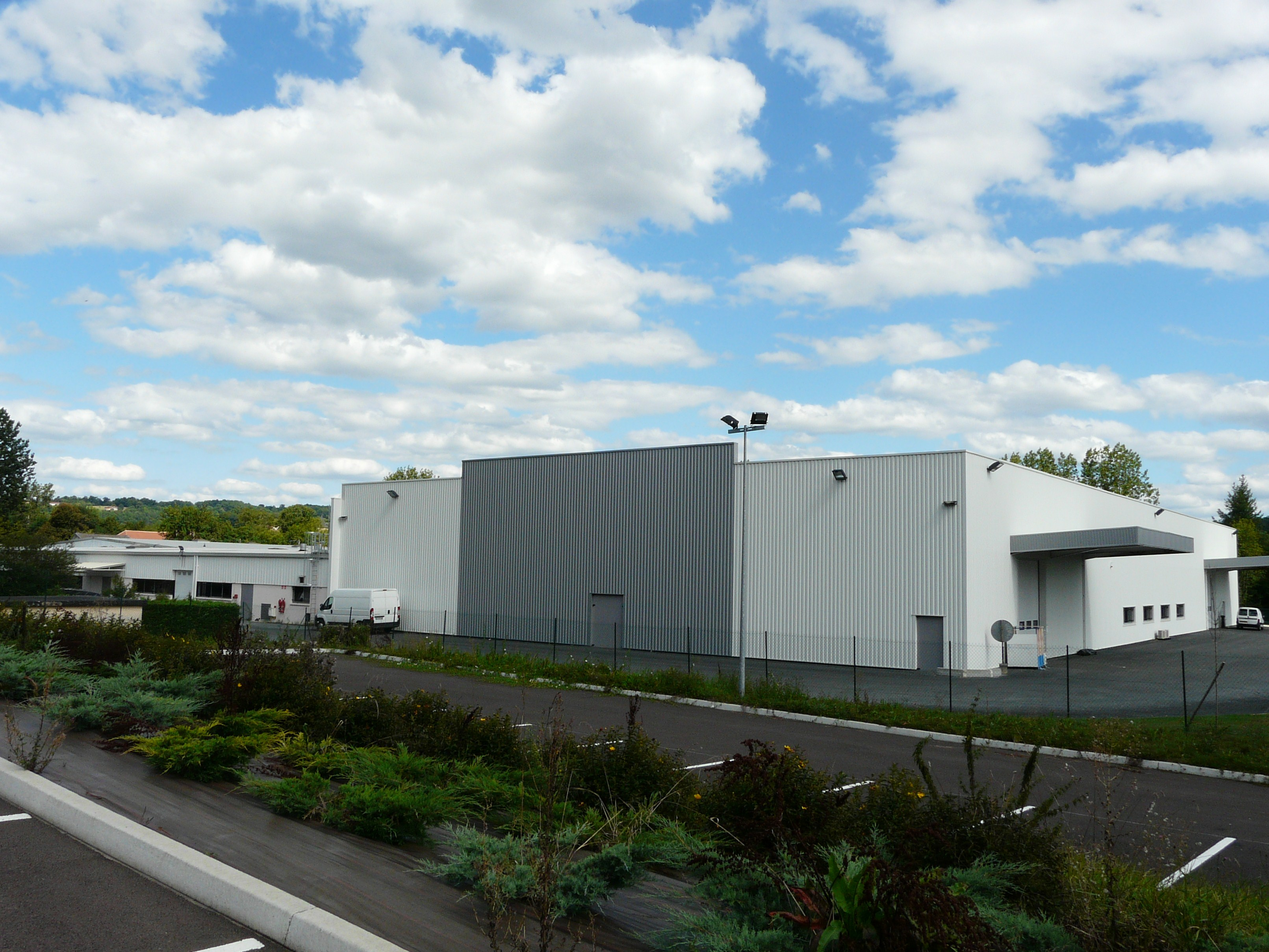
L'usine Repetto de Saint-Médard-d'Excideuil.

### Emploi
En 2015, parmi la population communale comprise entre 15 et 64 ans, les actifs représentent 232 personnes, soit 43,9 % de la population municipale. Le nombre de chômeurs (vingt-trois) a légèrement diminué par rapport à 2010 (vingt-cinq) et le taux de chômage de cette population active s'établit à 10,0 %.

### Établissements
Au 31 décembre 2015, la commune compte quarante-huit établissements, dont dix-huit au niveau des commerces, transports ou services, douze dans l'agriculture, la sylviculture ou la pêche, neuf dans la construction, six dans l'industrie, et trois relatifs au secteur administratif, à l'enseignement, à la santé ou à l'action sociale.

### Entreprises
Les ateliers de l'usine Repetto de Saint-Médard-d'Excideuil produisent 85 % des chaussons de danse et des ballerines de la marque. L'usine, qui s'est agrandie fin 2012, emploie 170 personnes sur le site, et possède son propre centre de formation. Au printemps 2021, à la suite de la crise économique provoquée par la pandémie de Covid-19, le groupe Repetto supprime 50 emplois dont 31 sur le site de Saint-Médard-d'Excideuil qui n'emploie plus que 110 personnes ; en septembre 2021, l'usine passe en activité partielle.

## Culture locale et patrimoine

### Lieux et monuments
- Du château des Charreaux, il ne subsiste plus qu'une tour, inscrite en 1948 au titre des monuments historiques[77].
- Château d'Essendiéras, composé de deux bâtiments, un manoir des XVe et XVIIe siècles et un castel du XIXe siècle[78]. Propriété de la famille de Simone de Caillavet, épouse d'André Maurois, qui lui servit de cadre pour une partie de son œuvre (notamment pour son roman Climats, en 1928[79]) et où fut planté un verger de pommiers.
- Château de la Farge, au bord de la Loue, ancien logis du XVIIIe siècle des maîtres de forges[80].
- Manoir des Gissous[81].
- Château de la Guichardie, dépendant du domaine d'Essendiéras[82].
- Manoir de la Jorie[83].
- Église Saint-Médard, romane à coupole[49], avec retable du XVIIe siècle[79].
- Le village de Gandumas est partagé avec la commune de Dussac, et son église Saint-Loup[84], tout comme le cimetière distant d'environ 300 mètres, sont situés sur le territoire de Saint-Médard-d'Excideuil[85].
- Le jardin d'Hélys-œuvre est labellisé jardin remarquable[86]. Datant des années 1830, ce parc rassemble sur douze hectares un millier d'arbres ou d'arbustes de 137 espèces différentes, dont une trentaine d'arbres remarquables[87],[88]. Bâtiments et parc servent de décors à des œuvres artistiques décalées[88].

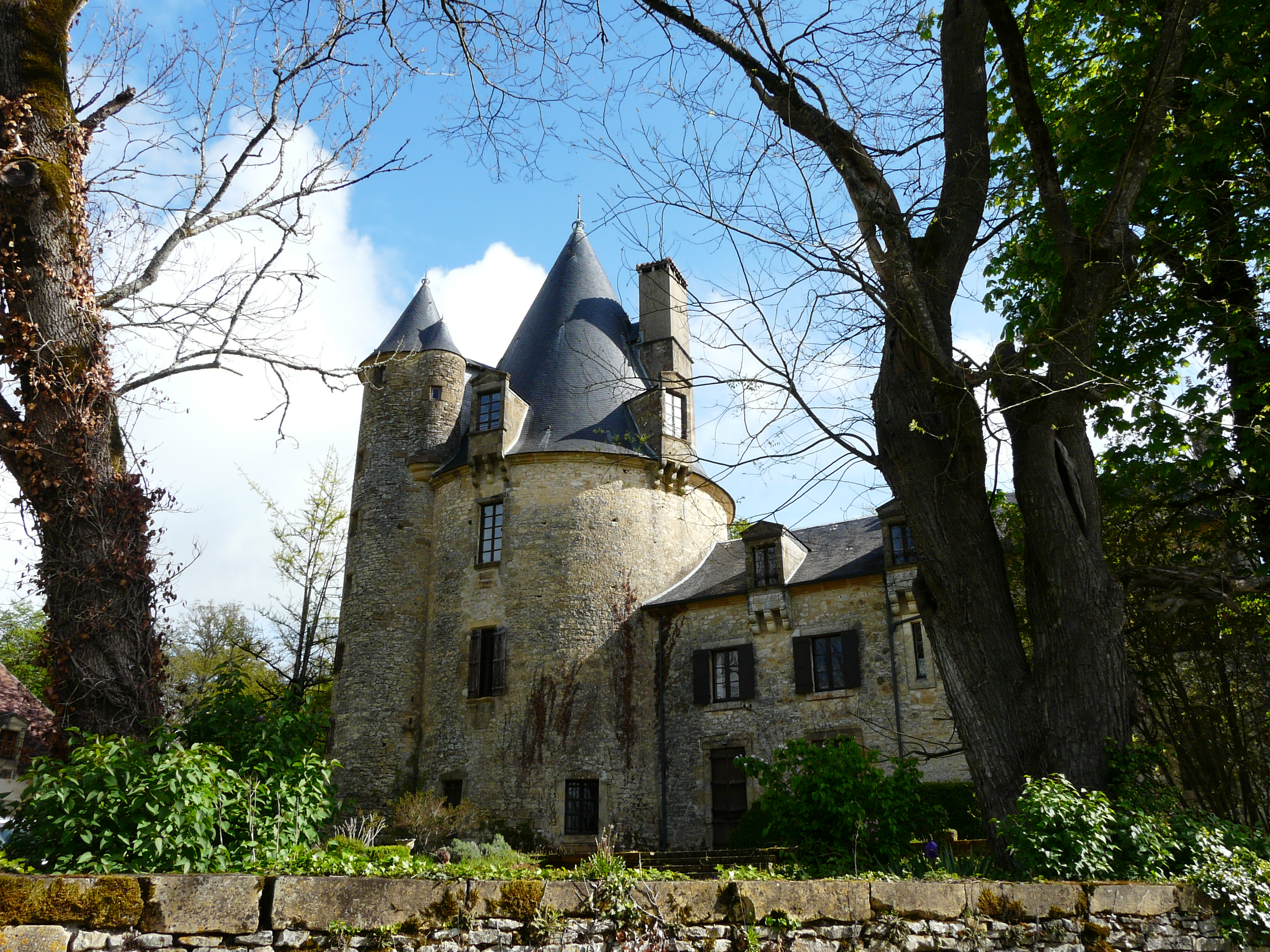
La tour du château des Charreaux.
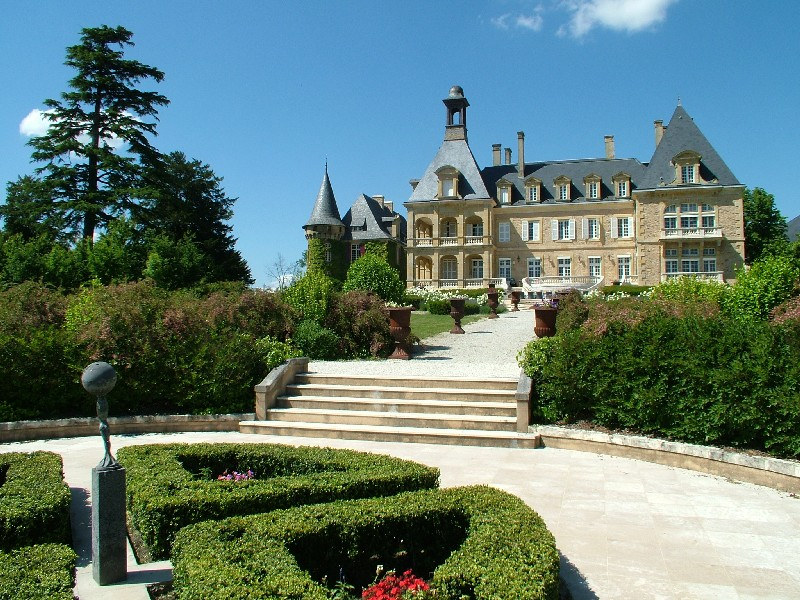
Les deux châteaux d'Essendiéras.
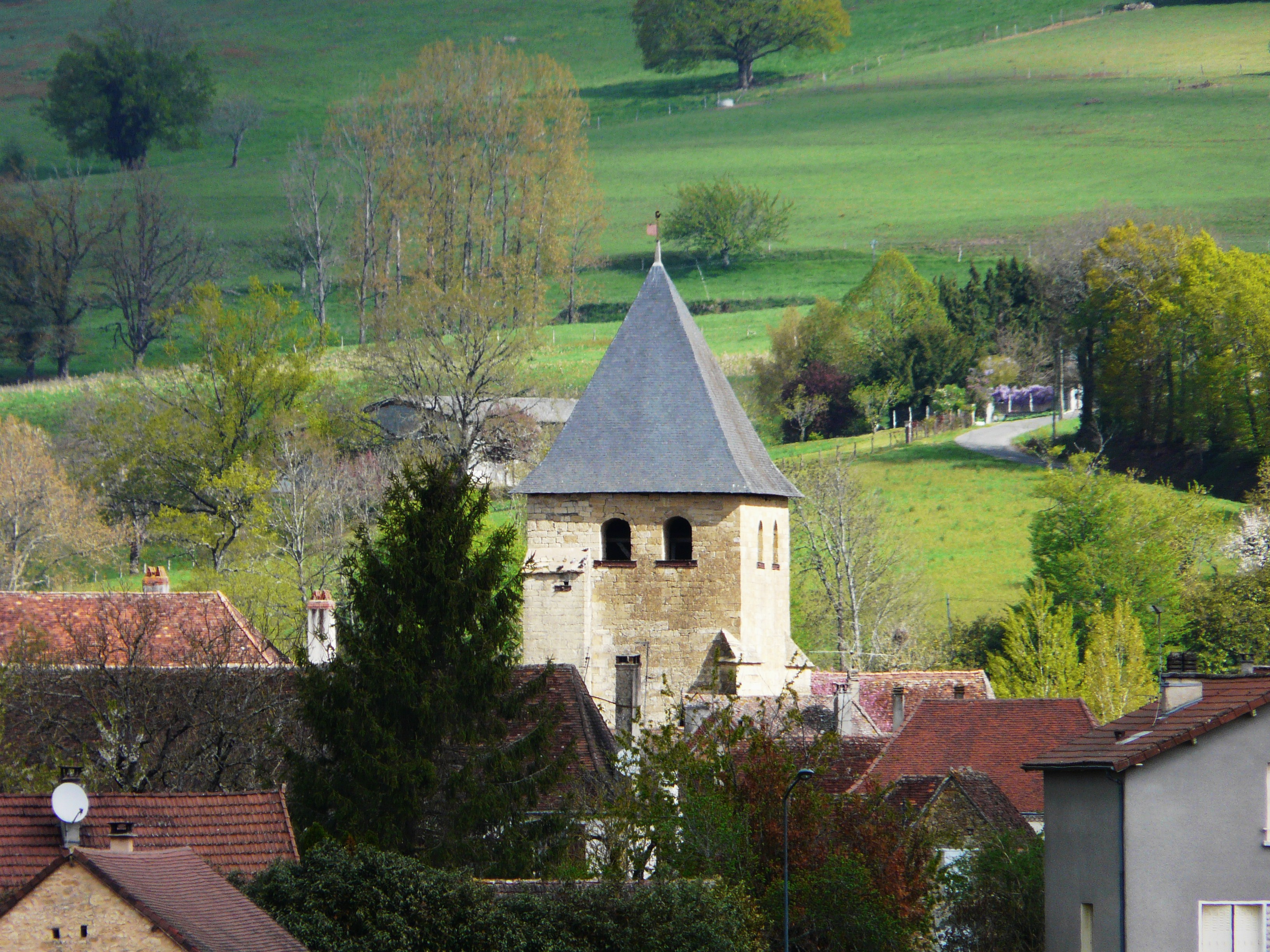
Le clocher de l'église Saint-Médard.
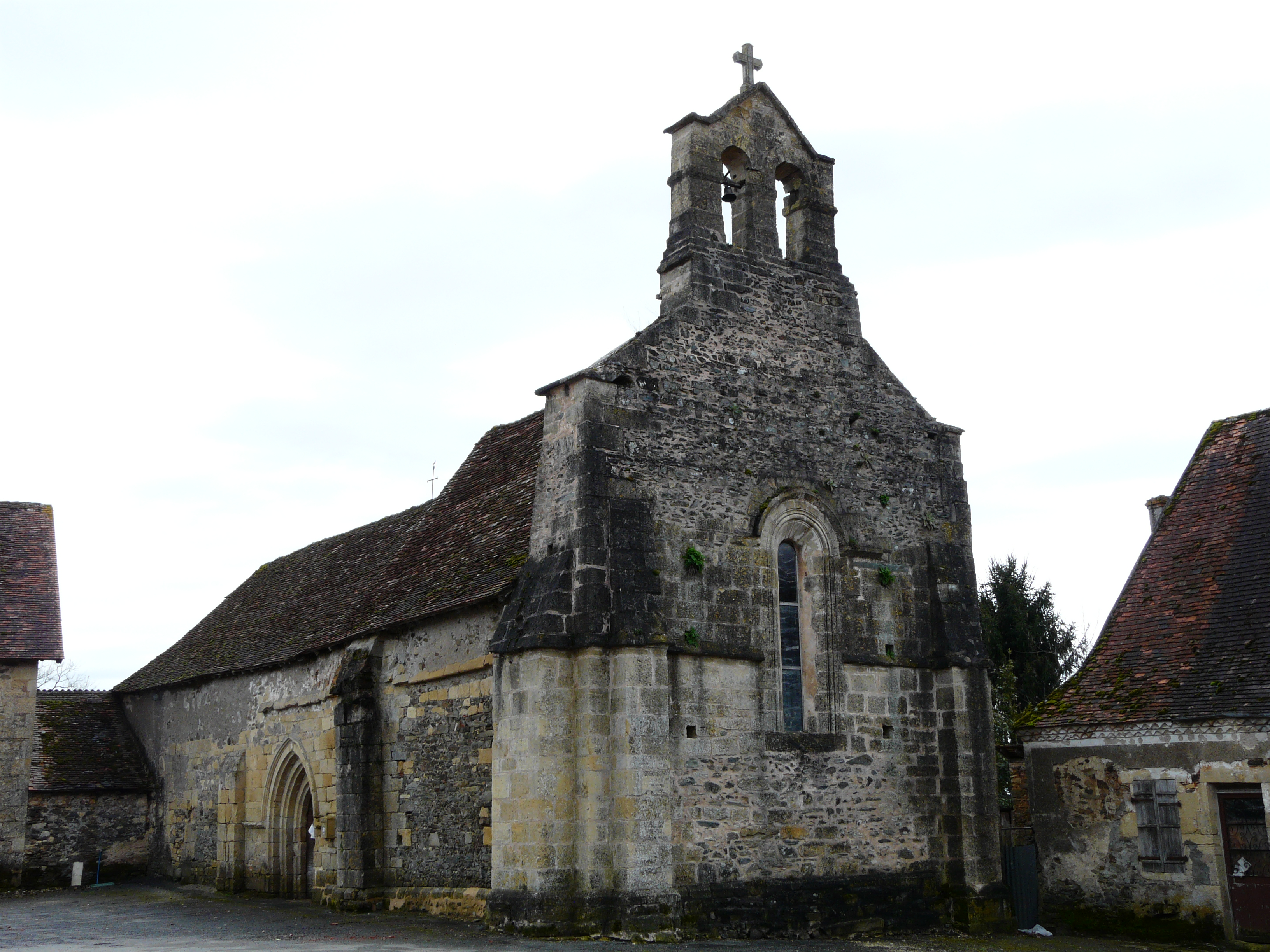
L'église Saint-Loup de Gandumas.

### Patrimoine naturel

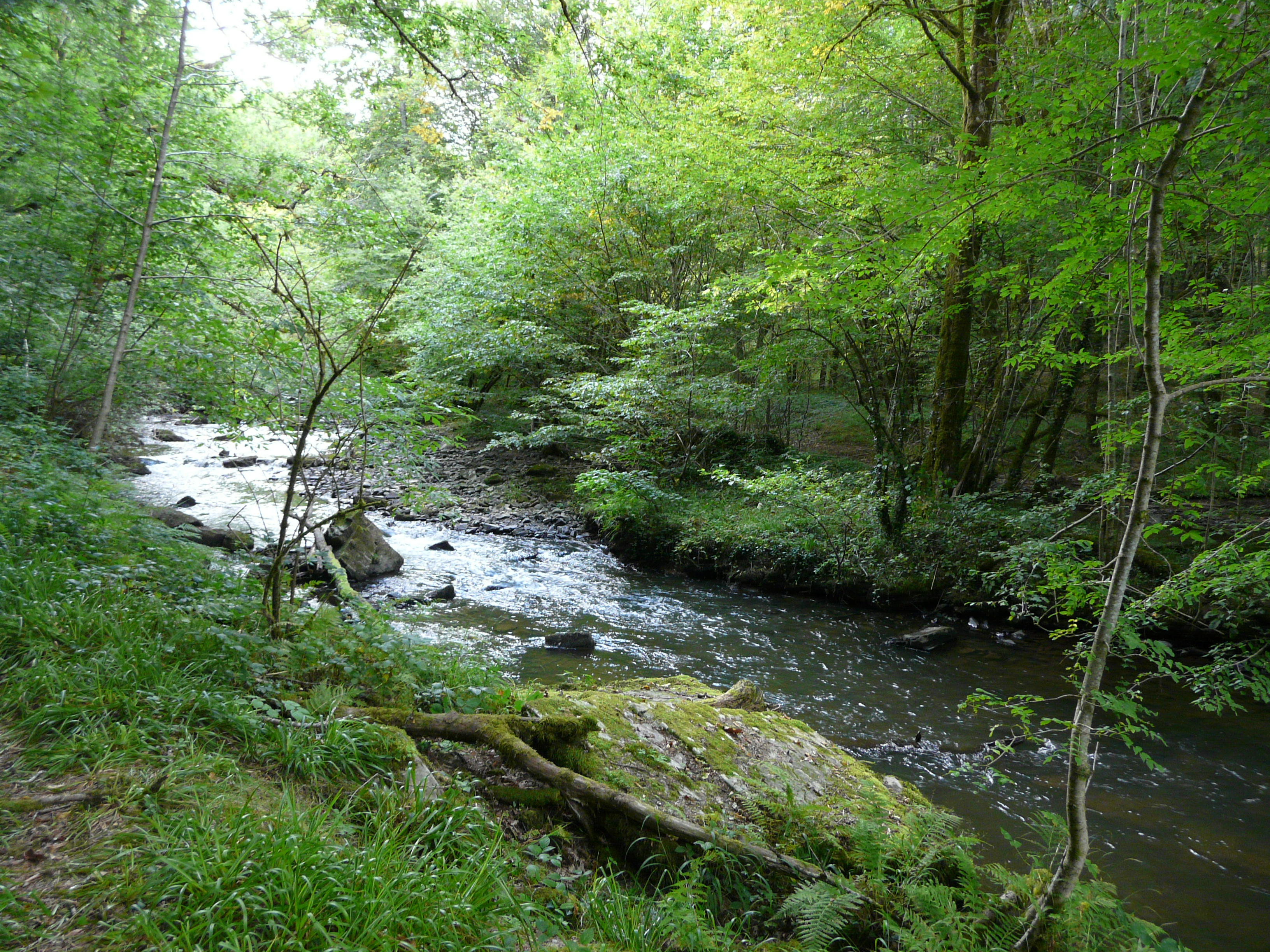
La Loue à Saint-Médard-d'Excideuil, en amont du moulin du Bouc.

En amont du lieu-dit la Farge, les vallées de la Loue et de son affluent, la Haute Loue, constituent une zone naturelle d'intérêt écologique, faunistique et floristique (ZNIEFF) de type 1 à dominante boisée, partagée avec huit autres communes,.

### Personnalités liées à la commune
- André Maurois, (1885-1967), marié en 1926 à Saint-Médard-d'Excideuil avec Simone de Caillavet. Écrivain, il séjourna régulièrement pendant quarante années au château d'Essendiéras, où il reçut de nombreux intellectuels parmi lesquels Jean Cocteau, Jean Dutourd et Paul Morand[91],[79].
- Simone de Caillavet (1894-1968), mariée en secondes noces en 1926 à Saint-Médard-d'Excideuil avec André Maurois. Femme de lettres et mannequin.
- Eugène Pouquet, (né le 18 septembre 1844 au château d'Essendiéras - décédé le 13 décembre 1919 au même lieu). Ancien zouave pontifical, agent de change à Paris, maire de Saint-Médard-d'Excideuil pendant 35 ans.

### Héraldique
| Blason de Saint-Médard-d'Excideuil | Blason  | D'or à la fasce ondée d'azur accompagnée, en chef, d'un fer de moulin de sable et, en pointe, d'un tourteau du même ; au chef d'azur chargé d'une crosse d'or mouvant du trait du chef. |
| Blason de Saint-Médard-d'Excideuil | Détails | Le statut officiel du blason reste à déterminer. |

## Pour approfondir